# Nekrolog 1. Quartal 1927
Nekrolog
◄◄
| ◄
| 1923
| 1924
| 1925
| 1926
| 1927 | 1928 | 1929 | 1930 | 1931 | ► | ►►
1. Quartal |
2. Quartal |
3. Quartal |
4. Quartal 1927
Weitere Ereignisse | Allgemeiner Nekrolog 1927
Die Beschreibung der verstorbenen Person sollte so kurz wie möglich gehalten sein und nur deren signifikante Tätigkeit(en) enthalten.
Neue Namen ggf. auch unter dem Geburts- und Sterbedatum, also etwa unter 1. Januar und im Geburts- und Sterbejahr (2024) eintragen (nur bei entsprechender großer Wichtigkeit). Für Beispiele siehe die schon vorhandenen Artikel.
Außerdem über die fünf zuletzt Verstorbenen, zu denen es einen ausreichend guten Artikel für eine Präsentation auf der Hauptseite gibt, nach der todesbedingten Überarbeitung der Artikel ggf. auch unter Wikipedia Diskussion:Hauptseite informieren und sie am besten auch in den anderen Wikipedia-Sprachversionen eintragen. Tipp: Regelmäßig bei news.google.de nach „ist tot“, „gestorben“ oder „verstorben“ suchen.
Wenn eine Person gestorben ist, gibt es viele Seiten zu dieser Person in der Wikipedia, die davon auch betroffen sind und entsprechend aktualisiert werden müssen. Beispiele: Namenübersichtsseite, Geburtsjahr, Geburtsort-Seiten und viele mehr.
Wie finde ich die betroffenen Seiten?
Im Suchfeld auf der linken Seite gibt man den Suchbegriff so ein: „Vorname Nachname“. Dann klickt man auf Volltext und alle Seiten mit entsprechendem Suchtext werden aufgerufen. Hier sieht man dann schnell, wo auch das Todesjahr Sinn macht oder sogar ein Teil des Artikels angepasst werden muss. Auch hilft das „Werkzeug“ auf der linken Seite sehr gut, um solche Seiten aufzufinden: „Links auf diese Seite“. Somit ist die Wikipedia wieder aktuell in allen Bereichen! Hinweis: bei Eintragung der Kategorie „Gestorben JAHR“ wird der Missbrauchsfilter 49 ausgelöst, was jedoch nicht schlimm ist. Siehe: Spezial:Missbrauchsfilter/49
Dies ist eine Liste von im ersten Quartal 1927 verstorbenen bekannten Persönlichkeiten. Die Einträge erfolgen innerhalb der einzelnen Daten alphabetisch sortiert. Tiere sind im Nekrolog für Tiere zu finden.

## Januar
| Tag        | Name                          | Beruf, bekannt als                                                                                     | Alter | Beleg |
| ---------- | ----------------------------- | --- | ----- | ----- |
| 1. Januar  | Frank E. Guernsey             | US-amerikanischer Politiker bioguide.congress.gov                                                      | 60    |       |
| 1. Januar  | Denis Joseph O’Connell        | irischer Geistlicher, Bischof von Richmond catholic-hierarchy.org                                      | 77    |       |
| 1. Januar  | Ernst Ohlmer                  | deutscher Seezolldirektor in Tsingtau tsingtau.org                                                     | 79    |       |
| 2. Januar  | Achad Ha'am                   | zionistischer Aktivist, Hauptvertreter des sogenannten Kulturellen Zionismus                           | 70    |       |
| 2. Januar  | Heinrich Reinhold             | deutscher Mediziner, Chefarzt und Leiter des ersten städtischen Krankenhauses in Hannover              | 64    |       |
| 3. Januar  | Arnold Edward Ortmann         | deutsch-US-amerikanischer Zoologe deutsche-biographie.de                                               | 63    |       |
| 3. Januar  | Georg Clemens Perthes         | deutscher Arzt uni-leipzig.de                                                                          | 57    |       |
| 3. Januar  | Antonio Rivas Mercado         | mexikanischer Architekt und Bauingenieur                                                               | 73    |       |
| 3. Januar  | Carl Runge                    | deutscher Mathematiker math.uni-goettingen.de                                                          | 70    |       |
| 4. Januar  | Heinrich Averdunk             | deutscher Lehrer, Geschichtsschreiber und Stadtverordneter                                             | 86    |       |
| 4. Januar  | Süleyman Nazif                | osmanisch-türkischer Dichter                                                                           |       |       |
| 4. Januar  | Paul Sachse                   | deutscher Politiker, MdHB, Senator und Kaufmann                                                        | 67    |       |
| 4. Januar  | Jaan Raamot                   | estnischer Agrarwissenschaftler und Politiker                                                          | 53    |       |
| 6. Januar  | Martin Edward Trench          | US-amerikanischer Marineoffizier                                                                       | 57    |       |
| 7. Januar  | Johann Baptist Edmund Dähler  | Schweizer Politiker (Katholisch-Konservative) hls-dhs-dss.ch                                           | 79    |       |
| 7. Januar  | Gustav Greiff                 | badischer Landtagsabgeordneter                                                                         | 76    |       |
| 7. Januar  | Nikolaos Kalogeropoulos       | griechischer Politiker und Ministerpräsident                                                           |       |       |
| 7. Januar  | Fritz Ulysse Landry           | Schweizer Bildhauer und Medailleur hls-dhs-dss.ch                                                      | 84    |       |
| 7. Januar  | Emil Meßthaler                | deutscher Schauspieler, Regisseur und Theaterdirektor bmlo.uni-muenchen.de                             | 57    |       |
| 8. Januar  | Hans Crüger                   | deutscher Jurist und Politiker (FVp), MdR zhsf.gesis.org                                               | 67    |       |
| 8. Januar  | Sydney Evans                  | britischer Boxer web.archive.org                                                                       |       |       |
| 8. Januar  | Edward Rennie                 | australischer Wissenschaftler und Präsident der Royal Society of South Australia adb.anu.edu.au        | 74    |       |
| 9. Januar  | Houston Stewart Chamberlain   | englisch-deutscher Schriftsteller und Kulturphilosoph dhm.de                                           | 71    |       |
| 9. Januar  | Percival W. Clement           | US-amerikanischer Politiker und Gouverneur des Bundesstaates Vermont (1919–1921) findagrave.com        | 80    |       |
| 9. Januar  | Thomas Kier                   | deutscher Kapitän und Kommodore der HAPAG                                                              | 57    |       |
| 10. Januar | Heinrich von Goßler           | preußischer General der Infanterie und Kriegsminister                                                  | 85    |       |
| 10. Januar | Friedrich Hirth               | deutsch-amerikanischer Sinologe und Historiker                                                         | 81    |       |
| 10. Januar | Hanuš Karlík                  | böhmischer Industrieller biographien.ac.at                                                             | 76    |       |
| 10. Januar | Ludwig Maurer                 | deutscher Mathematiker und Hochschullehrer                                                             | 67    |       |
| 10. Januar | Georges Python                | Schweizer Politiker (CVP)                                                                              | 70    |       |
| 11. Januar | Wilhelm Dusch                 | oberbayerischer Heimatdichter literaturportal-bayern.de                                                | 55    |       |
| 11. Januar | Jakob Henkenhaf               | deutscher Architekt                                                                                    | 71    |       |
| 11. Januar | Karl Friedrich Otto Schuster  | deutscher Offizier und Wetterforscher                                                                  | 80    |       |
| 11. Januar | Wilhelm Seifried              | deutscher Landwirt und Abgeordneter                                                                    | 71    |       |
| 12. Januar | Hans Andresen                 | deutscher Theater- und Stummfilmschauspieler sowie Regisseur filmportal.de                             | 63    |       |
| 12. Januar | Edmond Duvernoy               | französischer Opernsänger (Bariton) und Gesangspädagoge                                                | 82    |       |
| 12. Januar | August Hardegger              | Schweizer Architekt hls-dhs-dss.ch                                                                     | 68    |       |
| 12. Januar | Achille Millien               | französischer Schriftsteller                                                                           | 88    |       |
| 12. Januar | Louwrens Penning              | niederländischer Autor und Journalist resources.huygens.knaw.nl                                        | 72    |       |
| 12. Januar | Hermann von Tappeiner         | österreichisch-deutscher Mediziner und Pharmakologe zeno.org                                           | 79    |       |
| 13. Januar | Francisco Antonio Granadillo  | venezolanischer römisch-katholischer Geistlicher                                                       | 48    |       |
| 13. Januar | Wilhelm Heinrich Kamp         | deutscher Ingenieur und Montanindustrieller deutsche-biographie.de                                     | 85    |       |
| 13. Januar | Alfred de Quervain            | Schweizer Geophysiker                                                                                  | 47    |       |
| 14. Januar | Niels Thorkild Rovsing        | dänischer Chirurg                                                                                      | 64    |       |
| 15. Januar | David Rowland Francis         | US-amerikanischer Politiker                                                                            | 76    |       |
| 15. Januar | Harald Giersing               | dänischer Maler                                                                                        | 45    |       |
| 15. Januar | Endre György                  | ungarischer Politiker, wirtschaftswissenschaftlicher Schriftsteller und Ackerbauminister               | 78    |       |
| 15. Januar | Dawid Janowski                | polnischer Schachspieler chessmetrics.com                                                              | 58    |       |
| 15. Januar | Julius Moscon                 | österreichischer Politiker                                                                             | 87    |       |
| 16. Januar | Lili Dreßler                  | deutsche Sängerin (Sopran) und Gesangspädagogin bmlo.uni-muenchen.de                                   | 69    |       |
| 16. Januar | Théodore Duret                | französischer Journalist, Schriftsteller und Kunstkritiker arthistorians.info                          | 88    |       |
| 16. Januar | Eugen Hultzsch                | deutscher Indologe stadtwikidd.de                                                                      | 69    |       |
| 16. Januar | Jovan Cvijić                  | jugoslawischer Geograph sanu.ac.rs                                                                     | 61    |       |
| 16. Januar | Leopold Steiner               | österreichischer Politiker, Landeshauptmann von Niederösterreich                                       | 69    |       |
| 17. Januar | Ferdinand Wilhelm Fricke      | deutscher Lehrer, „Vater und Schöpfer des hannoverschen Rasensports“                                   | 63    |       |
| 17. Januar | Juliette Gordon Low           | Gründerin der Girl Scouts in den USA                                                                   | 66    |       |
| 17. Januar | Willy von Rother              | deutscher Rittergutsbesitzer und Verwaltungsbeamter                                                    | 56    |       |
| 18. Januar | Franz Ferdinand Baumgarten    | ungarischer Schriftsteller, Kritiker und Literaturhistoriker                                           | 46    |       |
| 18. Januar | Leopold von Buch              | deutscher Verwaltungsbeamter, Rittergutsbesitzer und Parlamentarier preussenprotokolle.bbaw.de         | 76    |       |
| 18. Januar | Gilbert Thomas Carter         | britischer Gouverneur von Gambia                                                                       | 79    |       |
| 18. Januar | Hermann Müller-Thurgau        | Schweizer Botaniker, Önologe und Rebzüchter deutsche-biographie.de                                     | 76    |       |
| 18. Januar | Otto Wiener                   | deutscher Physiker saw-leipzig.de                                                                      | 64    |       |
| 19. Januar | Charlotte von Belgien         | Kaiserin von Mexiko www1.wdr.de                                                                        | 86    |       |
| 19. Januar | Carl Graebe                   | deutscher Chemiker deutsche-biographie.de                                                              | 85    |       |
| 20. Januar | Arthur Annesley               | britischer Politiker                                                                                   | 83    |       |
| 20. Januar | Domenico Comparetti           | italienischer Klassischer Philologe, Papyrologe und Volkskundler treccani.it                           | 91    |       |
| 20. Januar | Dudley Mays Hughes            | US-amerikanischer Politiker bioguide.congress.gov                                                      | 78    |       |
| 21. Januar | Franz Praetorius              | deutscher Orientalist                                                                                  | 79    |       |
| 21. Januar | Charles Warren                | britischer Archäologe, General und Chef der Londoner Polizei jacktheripper.de                          | 86    |       |
| 22. Januar | Ödön Bodor                    | ungarischer Mittelstreckenläufer, Sprinter und Fußballspieler web.archive.org                          | 44    |       |
| 22. Januar | Josef Denk                    | deutscher Philologe und Theologe                                                                       | 78    |       |
| 22. Januar | Curt Gagel                    | deutscher Geologe deutsche-biographie.de                                                               | 61    |       |
| 22. Januar | Gustav Olms                   | deutscher Maler, Grafiker und Illustrator                                                              | 61    |       |
| 22. Januar | James Ford Rhodes             | US-amerikanischer Historiker und Schriftsteller nndb.com                                               | 78    |       |
| 23. Januar | Hilma Angered Strandberg      | schwedische Schriftstellerin fjallbacka.com                                                            | 71    |       |
| 23. Januar | Elisabeth Florentine Bächtold | deutsche Schriftstellerin                                                                              | 75    |       |
| 23. Januar | Gerhard von Rosen             | deutsch-baltischer Landschaftsmaler                                                                    | 70    |       |
| 23. Januar | Paul Studer                   | Schweizer Romanist                                                                                     |       |       |
| 24. Januar | Max Grad                      | deutsche Schriftstellerin                                                                              | 63    |       |
| 24. Januar | Rudolf Albert Koechlin        | Schweizer Bankier und Unternehmer                                                                      | 67    |       |
| 24. Januar | Philipp Meyer                 | deutscher lutherischer Theologe und Kirchenhistoriker                                                  | 72    |       |
| 24. Januar | Martin Schauß                 | deutscher Bildhauer und Medailleur medaillenkunst.de                                                   | 59    |       |
| 24. Januar | Eugène Turpin                 | französischer Chemiker                                                                                 |       |       |
| 25. Januar | William E. Cameron            | US-amerikanischer Politiker nga.org                                                                    | 84    |       |
| 25. Januar | Wilhelm Emil Meerwein         | deutscher Architekt und Politiker, MdHB                                                                | 82    |       |
| 25. Januar | Mathilde Wendt                | deutsche Musiklehrerin                                                                                 | 88    |       |
| 26. Januar | Lyman J. Gage                 | US-amerikanischer Politiker findagrave.com                                                             | 90    |       |
| 26. Januar | Ernst Grosse                  | deutscher Ethnologe deutsche-biographie.de                                                             | 64    |       |
| 27. Januar | John T. Heard                 | US-amerikanischer Politiker findagrave.com                                                             | 86    |       |
| 27. Januar | Jurgis Matulaitis             | Erzbischof von Vilnius und Seliger heiligenlexikon.de                                                  | 55    |       |
| 28. Januar | J. Ottis Adams                | US-amerikanischer Maler und Kunstpädagoge sowie Mitglied der Hoosier Group                             | 75    |       |
| 28. Januar | Sigmund von Riezler           | deutscher Historiker deutsche-biographie.de                                                            | 83    |       |
| 29. Januar | Frank Nicholson Abernethy     | britischer Organist, Chorleiter und Komponist                                                          | 62    |       |
| 29. Januar | Julius Bruhns                 | deutscher Politiker (SPD, USPD), MdR zhsf.gesis.org                                                    | 66    |       |
| 29. Januar | Wilhelm Meyder                | deutscher Verwaltungsaktuar, Schultheiß und Politiker (DP)                                             | 85    |       |
| 29. Januar | Wilhelm von Wörndle           | österreichischer Historienmaler                                                                        | 63    |       |
| 30. Januar | Simeon Eben Baldwin           | US-amerikanischer Politiker findagrave.com                                                             | 86    |       |
| 30. Januar | Heinrich Belzer               | deutscher Jurist und Verwaltungsbeamter                                                                | 65    |       |
| 30. Januar | Friedrich Ernst Koch          | deutscher Komponist und Musikpädagoge daten.digitale-sammlungen.de                                     | 64    |       |
| 30. Januar | Rudolf König                  | österreichischer Astronom                                                                              | 61    |       |
| 30. Januar | Thomas Szczeponik             | deutscher Politiker (Zentrum), MdR                                                                     | 66    |       |
| 30. Januar | Oswald Zingerle               | österreichischer Germanist austria-forum.org                                                           | 71    |       |
| 31. Januar | Sybil Bauer                   | US-amerikanische Schwimmerin web.archive.org                                                           | 23    |       |
| 31. Januar | Norbert Herz                  | österreichischer Geodät, Astronom und Arzt                                                             | 68    |       |
| 31. Januar | Adolf Winds                   | deutsch-österreichischer Schauspieler, Regisseur, Theaterpädagoge und Schriftsteller                   | 71    |       |
| 31. Januar | Rudolf del Zopp               | österreichischer Sänger (Tenor), Schauspieler und Filmregisseur                                        | 65    |       |
|            | Laurence O’Loughlin           | australischer Politiker, Sprecher des South Australian House of Assembly Parlament von South Australia |       |       |

## Februar
| Tag         | Name                                | Beruf, bekannt als | Alter | Beleg |
| ----------- | ----------------------------------- | --- | ----- | ----- |
| 1. Februar  | Karl Bienenstein                    | österreichischer Lehrer und Schriftsteller biographien.ac.at                                                                             | 57    |       |
| 1. Februar  | Heinrich Heß                        | deutscher Beamter, Heimatforscher und Politiker                                                                                          | 82    |       |
| 1. Februar  | Edmund Naumann                      | deutscher Geograph und Geologe deutsche-biographie.de                                                                                    | 72    |       |
| 1. Februar  | Rudolf Püngeler                     | deutscher Amtsgerichtsrat und Lepidopterologe                                                                                            | 69    |       |
| 2. Februar  | Émile Blémont                       | französischer Lyriker, Dramatiker und Übersetzer                                                                                         | 87    |       |
| 2. Februar  | Sveinbjörn Sveinbjörnsson           | isländischer Komponist und Pianist naxos.com                                                                                             | 79    |       |
| 3. Februar  | Max Behrend                         | deutscher Theaterschauspieler, -regisseur, -intendant und Bühnenschriftsteller                                                           | 64    |       |
| 3. Februar  | Eugène-Casimir Chirouse             | Priester, Oblate, Missionar in British Columbia und Washington historylink.org                                                           | 72    |       |
| 3. Februar  | Heinrich von Grävenitz              | deutscher Rittergutsbesitzer und Hofbeamter                                                                                              | 85    |       |
| 3. Februar  | Elias S. Stover                     | US-amerikanischer Politiker findagrave.com                                                                                               | 90    |       |
| 4. Februar  | Józef Pius Dziekoński               | polnischer Architekt und Hochschullehrer                                                                                                 | 82    |       |
| 4. Februar  | Gustav Herold                       | Schweizer Bildhauer sikart.ch | 87    |       |
| 4. Februar  | Thomas Laub                         | dänischer Organist und Komponist kb.dk                                                                                                   | 74    |       |
| 5. Februar  | Charles Deering                     | US-amerikanischer Industrieller und Kunstmäzen                                                                                           | 74    |       |
| 5. Februar  | Joaquim Osório Duque Estrada        | brasilianischer Dichter und Journalist                                                                                                   | 56    |       |
| 5. Februar  | Hazrat Inayat Khan                  | sufischer Mystiker sufiorden.at | 44    |       |
| 5. Februar  | Joseph Jackson Lister               | englischer Zoologe und Botaniker collections.royalsociety.org                                                                            | 69    |       |
| 5. Februar  | Paul Pfurtscheller                  | österreichischer Lehrer und Zoologe | 71    |       |
| 7. Februar  | Clara Albrecht                      | deutsche Theaterschauspielerin |       |       |
| 7. Februar  | Walter Guion                        | US-amerikanischer Politiker findagrave.com                                                                                               | 77    |       |
| 7. Februar  | Georg Krage                         | deutscher Schulleiter | 80    |       |
| 7. Februar  | Myfit Libohova                      | albanischer Politiker |       |       |
| 7. Februar  | Wilhelm Speiser                     | deutscher Landmaschinenfabrikant und Politiker (DtVP, VP) zhsf.gesis.org                                                                 | 88    |       |
| 7. Februar  | Wilhelm Spindler                    | deutscher Politiker (Zentrum), MdR Spindler, Wilhelm in der Parlamentsdatenbank des Hauses der Bayerischen Geschichte in der Bavariathek | 65    |       |
| 7. Februar  | Wilfred Stokes                      | britischer Ingenieur und Erfinder des Stokes-Mörsers                                                                                     | 66    |       |
| 7. Februar  | Eduard Tobisch                      | österreichischer Jurist und Hofrat | 86    |       |
| 8. Februar  | Francis M. Griffith                 | US-amerikanischer Politiker findagrave.com                                                                                               | 77    |       |
| 8. Februar  | Johann Nepomuk Hauser               | österreichischer Geistlicher und Politiker (CS), Landtagsabgeordneter, Abgeordneter zum Nationalrat deutsche-biographie.de               | 60    |       |
| 8. Februar  | Antal Koch                          | ungarischer Geologe, Mineraloge, Petrograph und Paläontologe biographien.ac.at                                                           | 84    |       |
| 9. Februar  | Samuel Beakes                       | US-amerikanischer Politiker findagrave.com                                                                                               | 66    |       |
| 9. Februar  | Heinrich Braun                      | deutscher Publizist und Politiker (SPD), MdR zhsf.gesis.org                                                                              | 72    |       |
| 9. Februar  | Felix Fischer                       | österreichischer Chemiker biographien.ac.at                                                                                              | 72    |       |
| 9. Februar  | Friedrich Göppert                   | Arzt | 56    |       |
| 9. Februar  | Karl Müller-Franken                 | deutscher Volkswirt und Politiker |       |       |
| 9. Februar  | Charles Walcott                     | US-amerikanischer Paläontologe gsahist.org                                                                                               | 76    |       |
| 9. Februar  | Victor Zuckerkandl                  | österreichischer Industrieller, Klinikbetreiber und Kunstsammler                                                                         | 75    |       |
| 10. Februar | Oskar Brackmann                     | deutschbaltischer Politiker | 85    |       |
| 10. Februar | Alfred George Greenhill             | britischer Mathematiker www-history.mcs.st-andrews.ac.uk                                                                                 | 79    |       |
| 10. Februar | Louis Laiblin                       | deutscher Privatier, Mäzen, Ehrensenator der Universität Tübingen und Ehrenbürger der Stadt Pfullingen pfullingen.de                     | 65    |       |
| 10. Februar | Naëma Loesche                       | deutsche Schriftstellerin | 72    |       |
| 10. Februar | Achilles Nordmann                   | Schweizer Arzt und Historiker hls-dhs-dss.ch                                                                                             | 63    |       |
| 10. Februar | Emma Pieczynska-Reichenbach         | Schweizer Abolitionistin und Frauenrechtlerin hls-dhs-dss.ch                                                                             | 72    |       |
| 10. Februar | Agnes Sorma                         | deutsche Schauspielerin | 64    |       |
| 11. Februar | Émile Albrecht                      | Schweizer Ruderer web.archive.org |       |       |
| 11. Februar | Wilhelm Bader sen.                  | deutscher Orgelbauer | 80    |       |
| 11. Februar | Joel Engel                          | russisch-jüdischer Komponist, Musikwissenschaftler und Musikkritiker                                                                     |       |       |
| 11. Februar | Nathan T. Hopkins                   | US-amerikanischer Politiker findagrave.com                                                                                               | 74    |       |
| 12. Februar | Hulda Friederichs                   | britische Journalistin deutscher Herkunft                                                                                                |       |       |
| 12. Februar | Friedrich Helfreich                 | deutscher Mediziner, Medizinhistoriker und Augenheilkundler                                                                              | 84    |       |
| 12. Februar | George P. Ikirt                     | US-amerikanischer Politiker (Demokratische Partei) findagrave.com                                                                        | 74    |       |
| 12. Februar | Ludwig Kandler                      | deutscher Porträt-, Historien- und Genremaler                                                                                            | 70    |       |
| 12. Februar | Agnes Karll                         | Reformerin der deutschen Krankenpflege                                                                                                   | 58    |       |
| 12. Februar | Josef Ignaz Sattler                 | österreichischer Bildhauer biographien.ac.at                                                                                             | 75    |       |
| 12. Februar | Ambrose E. B. Stephens              | US-amerikanischer Politiker (Republikanische Partei) findagrave.com                                                                      | 64    |       |
| 12. Februar | Alfred Stooß                        | deutscher Jurist und Senator der Hansestadt Lübeck                                                                                       | 73    |       |
| 13. Februar | Brooks Adams                        | US-amerikanischer Historiker nndb.com | 78    |       |
| 13. Februar | Frank Bell                          | US-amerikanischer Politiker findagrave.com                                                                                               | 87    |       |
| 13. Februar | Leonardo Bianchi                    | italienischer Psychiater und Politiker notes9.senato.it                                                                                  | 78    |       |
| 13. Februar | Christian Landenberger              | deutscher Maler deutsche-biographie.de                                                                                                   | 64    |       |
| 13. Februar | Emil Woinovich                      | österreichischer General und Militärhistoriker                                                                                           | 75    |       |
| 14. Februar | Max Peters                          | deutscher Komponist, Organist und Pianist                                                                                                | 77    |       |
| 14. Februar | Fjodor Wiktorowitsch Winberg        | russischer Offizier, Verfasser und antisemitischer Ideologe                                                                              | 58    |       |
| 15. Februar | Traian Grozăvescu                   | Opernsänger oe1.orf.at | 31    |       |
| 15. Februar | Jakob Heilmann                      | deutscher Architekt und Bauunternehmer deutsche-biographie.de                                                                            | 80    |       |
| 15. Februar | Alexander Schmidt von Schwind       | deutscher Offizier, Gutsbesitzer und Politiker                                                                                           | 91    |       |
| 15. Februar | August von Veit                     | deutscher Jurist und Politiker, MdR zhsf.gesis.org                                                                                       | 65    |       |
| 16. Februar | Jonas Basanavičius                  | litauischer Arzt, Wissenschaftler und Politiker                                                                                          | 75    |       |
| 16. Februar | George P. Codd                      | US-amerikanischer Politiker findagrave.com                                                                                               | 57    |       |
| 16. Februar | Deutscher Hermann                   | Braunschweiger Stadtoriginal | 74    |       |
| 16. Februar | Otto Keller                         | deutscher Klassischer Philologe biographien.ac.at                                                                                        | 88    |       |
| 16. Februar | Carl von Opel                       | deutscher Unternehmer, Gründer des Automobilherstellers Opel rrk-online.de                                                               | 57    |       |
| 16. Februar | Ludwig Radlkofer                    | deutscher Botaniker und Hochschulprofessor                                                                                               | 97    |       |
| 16. Februar | Vittorio Amedeo Ranuzzi de’ Bianchi | italienischer Kardinal der römisch-katholischen Kirche und Bischof von Loreto catholic-hierarchy.org                                     | 69    |       |
| 16. Februar | Friedrich Reinitzer                 | österreichischer Botaniker und Chemiker; Entdecker des flüssigkristallinen Zustandes biographien.ac.at                                   | 69    |       |
| 17. Februar | Lodoiska von Blum                   | deutsche Schriftstellerin | 85    |       |
| 17. Februar | Samuel R. Honey                     | US-amerikanischer Politiker |       |       |
| 17. Februar | Francis Lane                        | US-amerikanischer Leichtathlet web.archive.org                                                                                           | 52    |       |
| 18. Februar | Luigi Casale                        | italienischer Chemiker und Industrieller gracesguide.co.uk                                                                               | 44    |       |
| 18. Februar | Lawrence Maxwell                    | US-amerikanischer Jurist, Hochschullehrer und United States Solicitor General nndb.com                                                   | 73    |       |
| 18. Februar | Turhan Pascha Përmeti               | albanischer Politiker |       |       |
| 18. Februar | Paul Steindorff                     | US-amerikanischer Dirigent findagrave.com                                                                                                | 62    |       |
| 19. Februar | Georg Brandes                       | dänischer Schriftsteller | 85    |       |
| 19. Februar | Fernand Louis Langle de Cary        | französischer General des Ersten Weltkrieges                                                                                             | 77    |       |
| 19. Februar | Philipp Fischer                     | deutscher Ingenieur und Eisenhüttenmann deutsche-biographie.de                                                                           | 80    |       |
| 19. Februar | Robert Fuchs                        | österreichischer Komponist der Romantik austria-forum.org                                                                                | 80    |       |
| 19. Februar | Wilhelm von Stengel                 | deutscher Kommunalpolitiker | 66    |       |
| 19. Februar | Herbert Akroyd Stuart               | englischer Erfinder adb.anu.edu.au | 63    |       |
| 20. Februar | Adolf Michael Boehm                 | österreichischer Maler und Grafiker | 65    |       |
| 20. Februar | Jacob Hosang                        | deutscher Landwirt, Grubenbesitzer und Politiker (NLP), MdR zhsf.gesis.org                                                               | 86    |       |
| 20. Februar | George McClellan                    | US-amerikanischer Politiker findagrave.com                                                                                               | 70    |       |
| 20. Februar | Christian Mommsen                   | deutscher Diplomlandwirt und Tierzuchtdirektor                                                                                           | 58    |       |
| 20. Februar | Willard Saulsbury junior            | US-amerikanischer Politiker findagrave.com                                                                                               | 65    |       |
| 21. Februar | Archibald B. Darragh                | US-amerikanischer Politiker findagrave.com                                                                                               | 86    |       |
| 21. Februar | Georg Fröhlich                      | deutscher Architekt und Baubeamter glass-portal.privat.t-online.de                                                                       | 74    |       |
| 21. Februar | Robert Garbe                        | niederdeutscher Schriftsteller ins-bremen.de                                                                                             | 49    |       |
| 21. Februar | Friedrich Ludwig Petry              | deutscher Reichsgerichtsrat | 87    |       |
| 22. Februar | Albert Figdor                       | österreichischer Bankier und Kunstsammler deutsche-biographie.de                                                                         | 83    |       |
| 22. Februar | Judson Harmon                       | US-amerikanischer Jurist und Politiker law.jrank.org                                                                                     | 81    |       |
| 22. Februar | Heinrich Joeppen                    | deutscher Geistlicher catholic-hierarchy.org                                                                                             | 73    |       |
| 22. Februar | Franz Sackmann                      | deutscher Schachkomponist | 38    |       |
| 23. Februar | Hans Einer                          | estnischer Pädagoge entsyklopeedia.ee | 70    |       |
| 23. Februar | Einar Holbøll                       | dänischer Postmeister und Philanthrop, Erfinder der Weihnachtsbriefmarke                                                                 | 61    |       |
| 23. Februar | Agnes Hundoegger                    | deutsche Musikerin und Musikpädagogin fembio.org                                                                                         | 68    |       |
| 23. Februar | Wiktor Sergejewitsch Kalinnikow     | russischer Musikwissenschaftler, Komponist und Chorleiter                                                                                | 56    |       |
| 24. Februar | Charlie Bennett                     | amerikanischer Baseballspieler baseball-reference.com                                                                                    | 72    |       |
| 24. Februar | Edward Marshall Hall                | englischer Strafverteidiger | 68    |       |
| 24. Februar | Paul Liechti                        | Schweizer Agrikulturchemiker hls-dhs-dss.ch                                                                                              | 61    |       |
| 25. Februar | David Baird senior                  | US-amerikanischer Politiker findagrave.com                                                                                               | 87    |       |
| 25. Februar | Viktor Josef Fezer                  | deutscher Verwaltungsbeamter | 66    |       |
| 25. Februar | Luise Gerbing                       | deutsche Heimatforscherin | 71    |       |
| 26. Februar | Karl Dehio                          | estnischer Internist und Professor für Pathologie                                                                                        | 75    |       |
| 26. Februar | Hermann Obrist                      | deutscher Bildhauer und Mitbegründer des Jugendstils sikart.ch                                                                           | 64    |       |
| 26. Februar | Hermann Petzold                     | Konsumgenossenschafter | 56    |       |
| 27. Februar | Luke Fildes                         | englischer Maler | 82    |       |
| 27. Februar | James S. Havens                     | US-amerikanischer Politiker bioguide.congress.gov                                                                                        | 67    |       |
| 27. Februar | Wladimir Michelson                  | ukrainisch-russischer Physiker, Meteorologe und Hochschullehrer                                                                          | 66    |       |
| 27. Februar | Lottie Neher                        | Schweizer Malerin bezirksamtsblatt.ch | 32    |       |
| 27. Februar | Wilhelm Oesterhaus                  | deutscher Autor und Gymnasiallehrer, lippischer Mundartdichter                                                                           | 86    |       |
| 28. Februar | Hermann von Bloedau                 | deutscher Rittergutsbesitzer und Politiker, MdR zhsf.gesis.org                                                                           | 73    |       |
| 28. Februar | Walter Norris Congreve              | britischer Offizier und Gouverneur von Malta findagrave.com                                                                              | 64    |       |
| 28. Februar | Léon Fulpius                        | Schweizer Architekt hls-dhs-dss.ch | 86    |       |
| 28. Februar | Hermann Wichelhaus                  | deutscher Chemiker | 85    |       |
| 28. Februar | Ludwig von Zumbusch                 | deutscher Grafiker und Maler | 65    |       |
| Februar     | Apolo Kagwa                         | bugandischer Politiker und Premierminister von Buganda                                                                                   |       |       |
| Februar     | Symeon Savvidis                     | griechischer Maler des Orientalismus |       |       |

## März
| Tag      | Name                                | Beruf, bekannt als                                                                              | Alter | Beleg |
| -------- | ----------------------------------- | ----------------------------------------------------------------------------------------------- | ----- | ----- |
| 1. März  | Tommaso di Maria Allery Monterosato | italienischer Malakologe                                                                        | 85    |       |
| 1. März  | Alfred Bräunig                      | Bürgermeister von Rastatt                                                                       | 79    |       |
| 1. März  | Joseph Florimond Loubat             | US-amerikanischer Philanthrop                                                                   | 96    |       |
| 2. März  | Jan Kašpar                          | tschechischer Flugzeugkonstrukteur und Pilot                                                    | 43    |       |
| 2. März  | Marie Lipsius                       | deutsche Schriftstellerin und Musikhistorikerin leipzig.de                                      | 89    |       |
| 2. März  | Charles Ruthenberg                  | Gründer der Kommunistischen Partei der USA marxists.org                                         | 44    |       |
| 3. März  | Michail Petrowitsch Arzybaschew     | russischer Schriftsteller britannica.com                                                        | 48    |       |
| 4. März  | George M. Beebe                     | US-amerikanischer Politiker findagrave.com                                                      | 90    |       |
| 4. März  | Willy von Haeseler                  | preußischer Generalleutnant                                                                     | 85    |       |
| 4. März  | Romain-Octave Pelletier der Ältere  | kanadischer Organist und Komponist thecanadianencyclopedia.com                                  | 83    |       |
| 4. März  | Ira Remsen                          | US-amerikanischer Chemiker                                                                      | 81    |       |
| 4. März  | Max Théon                           | polnisch-jüdischer Kabbalist und Okkultist                                                      |       |       |
| 5. März  | Franz Mertens                       | österreichischer Mathematiker info-poland.buffalo.edu                                           | 86    |       |
| 6. März  | Marie Spartali Stillman             | britische Malerin, Muse und Modell                                                              | 82    |       |
| 7. März  | Hermann Eisner                      | deutscher Schallplattenproduzent                                                                | 66    |       |
| 7. März  | Rudolf Lehmann                      | deutscher Pädagoge                                                                              | 71    |       |
| 8. März  | Babette von Bülow                   | deutsche Schriftstellerin                                                                       | 76    |       |
| 8. März  | Georg Krause                        | deutscher Chemiker und Verleger                                                                 | 77    |       |
| 9. März  | Edward Henry Potthast               | US-amerikanischer impressionistischer Maler                                                     | 69    |       |
| 9. März  | Emil Oskar Schulz                   | Stadtrat und Angehöriger des Magistrats von Cottbus                                             | 80    |       |
| 10. März | Bernard Shandon Rodey               | US-amerikanischer Politiker findagrave.com                                                      | 71    |       |
| 10. März | Kurt von Wedel                      | Gutsbesitzer und preußischer Politiker                                                          | 80    |       |
| 11. März | Edouard Guillaumin                  | französischer Karikaturist und Zeichner                                                         | 84    |       |
| 12. März | Georges Docquois                    | französischer Schriftsteller                                                                    | 63    |       |
| 12. März | Sam Mussabini                       | britischer Trainer und Journalist plaquesoflondon.co.uk                                         | 59    |       |
| 12. März | Walter Henry Rothwell               | englischer Dirigent                                                                             | 54    |       |
| 12. März | Shinkai Taketarō                    | japanischer Bildhauer                                                                           | 59    |       |
| 13. März | Hermann Richard Hansen              | deutscher Marinesoldat und Musiker                                                              | 40    |       |
| 13. März | Dniprowa Tschajka                   | ukrainische Schriftstellerin und Dichterin                                                      | 65    |       |
| 13. März | Vincenzo Ragusa                     | italienischer Bildhauer                                                                         | 85    |       |
| 14. März | Jānis Čakste                        | lettischer Politiker saeima.lv                                                                  | 67    |       |
| 14. März | Johannes Greiner                    | deutscher Historiker und Archivar                                                               | 64    |       |
| 14. März | Adolf Höfer                         | deutscher Maler                                                                                 | 57    |       |
| 14. März | Helene Jacobsen                     | dänische Lithografin und Malerin                                                                | 38    |       |
| 14. März | Miksa Weiß                          | österreichisch-ungarischer Schachmeister                                                        | 69    |       |
| 15. März | Gustav Kraitschek                   | österreichischer Anthropologe und Realschulprofessor                                            |       |       |
| 15. März | Júlio César de Mesquita             | brasilianischer Journalist und Unternehmer                                                      | 64    |       |
| 15. März | Paul Nathan                         | liberaler Sozialpolitiker und jüdischer Funktionär                                              | 69    |       |
| 16. März | Robert Bond                         | kanadischer Politiker rulers.org                                                                | 70    |       |
| 16. März | William Exshaw                      | britischer Segler                                                                               | 61    |       |
| 16. März | Josef Schmiderer                    | österreichischer Politiker                                                                      | 81    |       |
| 17. März | Carl Heine                          | deutscher Schriftsteller, Theaterregisseur, Dramaturg und Theaterdirektor                       | 65    |       |
| 17. März | Johannes Karup                      | deutsch-dänischer Versicherungsmathematiker dvm-gotha.de                                        | 72    |       |
| 17. März | Bella MacCallum                     | neuseeländische Botanikerin und Mykologin                                                       | ≈40   |       |
| 17. März | Victorine Meurent                   | französische Malerin und Modell von Édouard Manet                                               | 83    |       |
| 17. März | Adolf Karl Ferdinand von der Recke  | preußischer Landrat                                                                             | 81    |       |
| 17. März | James Scott Skinner                 | schottischer Komponist mustrad.org.uk                                                           | 83    |       |
| 18. März | Solomon D. Butcher                  | US-amerikanischer Fotograf nebraskahistory.org                                                  | 71    |       |
| 18. März | Jacob Ochs                          | deutscher Gärtner                                                                               | 55    |       |
| 18. März | William Thomas Russell              | US-amerikanischer Geistlicher, Bischof von Charleston catholic-hierarchy.org                    | 63    |       |
| 18. März | Leopold Schuster                    | Fürstbischof von Seckau catholic-hierarchy.org                                                  | 84    |       |
| 18. März | Henry L. Whitfield                  | US-amerikanischer Politiker findagrave.com                                                      | 58    |       |
| 19. März | Luise Montag                        | österreichische Volkssängerin in Wien musiklexikon.ac.at                                        | 77    |       |
| 19. März | Alexander Tietze                    | deutscher Arzt silesiancollections.eu                                                           | 63    |       |
| 19. März | Ludwig Trager                       | deutscher Rechtswissenschaftler                                                                 | ~70   |       |
| 19. März | Josef Tölk                          | österreichischer Architekt architektenlexikon.at                                                | 66    |       |
| 20. März | Kusunose Yukihiko                   | japanischer Generalleutnant und Heeresminister                                                  | 68    |       |
| 20. März | George Wellington                   | US-amerikanischer Politiker (Republikanische Partei) findagrave.com                             | 75    |       |
| 21. März | Fritz Brinkhoff                     | deutscher Braumeister                                                                           | 79    |       |
| 21. März | Ernst Gutzeit                       | deutscher Landwirtschafts- und Hochschullehrer                                                  | 63    |       |
| 21. März | Wilhelm Uhthoff                     | deutscher Ophthalmologe und Hochschullehrer; Rektor in Breslau                                  | 73    |       |
| 21. März | Charles Waldstein                   | englisch-amerikanischer Klassischer Archäologe web.archive.org                                  | 70    |       |
| 22. März | Charles Foix                        | französischer Neurologe whonamedit.com                                                          | 45    |       |
| 22. März | Arthur Leist                        | deutscher Schriftsteller und Journalist                                                         | 74    |       |
| 22. März | Charles Sprague Sargent             | US-amerikanischer Botaniker                                                                     | 85    |       |
| 23. März | Dietrich Barfurth                   | deutscher Mediziner cpr.uni-rostock.de                                                          | 78    |       |
| 23. März | Paul César Helleu                   | französischer Maler, Radierer und Illustrator des Realismus                                     | 67    |       |
| 23. März | Wilhelm von Meinel                  | deutscher Jurist und Politiker                                                                  | 61    |       |
| 23. März | Hugo Walzer                         | deutscher Maler                                                                                 | 43    |       |
| 24. März | Elisabeth von Sachsen-Altenburg     | Prinzessin von Sachsen-Altenburg, durch Heirat Großfürstin von Russland                         | 62    |       |
| 24. März | Anton Karl Wilhelm Gawalowski       | böhmisch-österreichischer Chemiker biographien.ac.at                                            | 79    |       |
| 24. März | Friedrich Suntheim                  | deutscher Reichsgerichtsrat                                                                     | 77    |       |
| 25. März | Heinrich Böhmer                     | deutscher lutherischer Theologe und Kirchenhistoriker uni-leipzig.de                            | 57    |       |
| 25. März | Alfred von Domaszewski              | österreichischer Altertumsforscher biographien.ac.at                                            | 70    |       |
| 25. März | Maria Alfonsina Ghattas             | Ordensschwester, Ordensgründerin kath.net                                                       | 83    |       |
| 25. März | Christian Heinrich Menzner          | deutscher Ingenieur und Komponist                                                               | 75    |       |
| 25. März | Emil Sax                            | österreichischer Nationalökonom deutsche-biographie.de                                          | 82    |       |
| 25. März | Idriz Seferi                        | albanischer Freiheitskämpfer                                                                    |       |       |
| 26. März | Eberhard Emil von Georgii-Georgenau | deutscher Genealoge                                                                             | 78    |       |
| 26. März | Heinrich von Haugwitz               | deutscher Rittergutsbesitzer und Parlamentarier                                                 | 82    |       |
| 26. März | Adolf Lins                          | deutscher Maler                                                                                 | 70    |       |
| 27. März | Klaus Berntsen                      | dänischer Politiker, Mitglied des Folketing und Premierminister thomasthorsen.dk                | 82    |       |
| 27. März | William Healey Dall                 | US-amerikanischer Naturforscher, Paläontologe, Malakologe wwn.inhs.illinois.edu                 | 81    |       |
| 27. März | Nikolaus Logoschan von Karánsebes   | österreich-ungarischer Generalmajor, danach rumänischer Divisionsgeneral und Erfinder           | 72    |       |
| 27. März | Paul Kollegger                      | Schweizer Klarinettist und Komponist                                                            | 54    |       |
| 27. März | Ernst Müller                        | Schweizer evangelischer Geistlicher und Bühnenautor                                             | 77    |       |
| 27. März | Carl Prohaska                       | österreichischer Komponist biographien.ac.at                                                    | 57    |       |
| 27. März | Edward Samhaber                     | österreichischer Literaturhistoriker, Lyriker, Dramatiker biographien.ac.at                     | 80    |       |
| 28. März | Hermann Ambronn                     | deutscher Botaniker und Physiker uni-leipzig.de                                                 | 70    |       |
| 28. März | Valentin Schmidt                    | Zisterzienser, Gymnasiallehrer, Heimatforscher, Diplomatiker und Archivar                       | 64    |       |
| 29. März | Ambrosius I.                        | georgisch-orthodoxer Patriarch zisterzienserlexikon.de                                          | 65    |       |
| 29. März | Richard Lenzmann                    | deutscher Mediziner                                                                             | 71    |       |
| 29. März | Luigi Luzzatti                      | italienischer Volkswirtschaftler, Finanzmann und Politiker; italienischer Premierminister       | 86    |       |
| 30. März | Hakon Ahnfelt-Rønne                 | dänischer Stummfilmschauspieler                                                                 | 36    |       |
| 30. März | Charles Flohot                      | französischer Automobilrennfahrer                                                               | 38    |       |
| 30. März | Carl Flohr                          | deutscher Ingenieur und Industrieller                                                           | 77    |       |
| 30. März | Bernhard Koehler                    | deutscher Industrieller und Kunstmäzen                                                          | 77    |       |
| 30. März | Ladislas Lazaro                     | US-amerikanischer Politiker findagrave.com                                                      | 54    |       |
| 31. März | Mabel Collins                       | englische Autorin, Theosophin, Anthroposophin und Tierschützerin                                | 75    |       |
| 31. März | Kang Youwei                         | chinesischer Pädagoge und Philosoph, politischer Reformer im späten Kaiserreich (Qing-Dynastie) | 69    |       |
| 31. März | August Leverkühn                    | deutscher Jurist, Abgeordneter und Autor                                                        | 65    |       |
| 31. März | Heinrich Rosin                      | deutscher Rechtsgelehrter deutsche-biographie.de                                                | 71    |       |
| März     | Josef Schwarz                       | österreichischer Politiker (CSP), Landtagsabgeordneter landtag-noe.at                           | 53    |       |